# Saison 1 de Borgen, une femme au pouvoir
Chronologie
Saison 2
Cet article présente le guide des épisodes de la première saison de la série télévisée Borgen, une femme au pouvoir.

## Fiche technique
- Créateur : Adam Price
- Producteur : Camilla Hammerich
- Scénaristes : Adam Price, Jeppe Gjervig Gram, Tobias Lindholm
- Réalisateurs : Søren Kragh-Jacobsen, Rumle Hammerich, Annette K. Olesen, Mikkel Nøgaard
- Musique : Halfdan E.
- Adaptation de la version française : Edgar Givry

## Distribution
| Comédiens                | Voix françaises     | Rôles                       | Fonctions                                                                    |
| ------------------------ | ------------------- | --------------------------- | ---------------------------------------------------------------------------- |
| Sidse Babett Knudsen     | Marjorie Frantz     | Birgitte Nyborg Christensen | Premier ministre Dirigeante du Parti centriste                               |
| Johan Philip Pilou Asbæk | Boris Rehlinger     | Kasper Juul                 | Spin doctor du Premier ministre Ancien journaliste                           |
| Birgitte Hjort Sørensen  | Dorothée Pousséo    | Katrine Fønsmark            | Journaliste reporter de TV1                                                  |
| Benedikte Hansen         | Élisabeth Wiener    | Hanne Holm                  | Ex-journaliste reporter de TV1                                               |
| Thomas Levin (da)        | Tanguy Goasdoué     | Ulrik Mørch                 | Journaliste reporter de TV1                                                  |
| Søren Malling            | François Dunoyer    | Torben Friis                | Rédacteur en chef de TV1                                                     |
| Lars Knutzon             | Denis Boileau       | Bent Sejrø                  | Ministre des Finances Dirigeant adjoint du Parti centriste                   |
| Dar Salim                | Luc Boulad          | Amir Diwan                  | Ministre de l'écologie                                                       |
| Flemming Sørensen        | Yves Barsacq        | Bjørn Marrot                | Ministre des Affaires étrangères Dirigeant du Parti travailliste             |
| Lars Brygmann            | Guy Chapellier      | Troels Höxenhaven           | Ministre de la Justice Dirigeant adjoint du Parti travailliste               |
| Søren Spanning           | Féodor Atkine       | Lars Hesselboe              | Dirigeant des Libéraux Ancien Premier ministre                               |
| Peter Mygind             | Nicolas Marié       | Michael Laugesen            | Rédacteur en chef du tabloïd Ekspress Ancien dirigeant du Parti travailliste |
| Michael Birrkjaer        | Jean-Pierre Michael | Phillip Christensen         | Époux de Birgitte Nyborg                                                     |
| Iben Dorner              | Barbara Beretta     | Sanne                       | Assistante personnelle du Premier ministre                                   |

## Synopsis
Leader du Parti centriste au caractère bien trempé, Birgitte Nyborg accède au pouvoir après une bataille électorale pleine de rebondissements et sur fond de scandales. Cette quadragénaire idéaliste et honnête a permis à son parti d’obtenir une victoire écrasante. Elle doit maintenant répondre à deux questions fondamentales : comment utiliser au mieux cette majorité et jusqu’où peut-on aller pour obtenir le pouvoir ?... 
Borgen nous révèle les rouages d’une démocratie moderne et les conséquences que le combat politique implique pour ceux qui s’y sont engagés, tant sur le devant de la scène publique que dans leur vie personnelle.

## Épisodes

### Épisode 1:La Dignité du centre
- Danemark : 26 septembre 2010 sur DR1
- France : 9 février 2012 sur Arte

- Danemark : 1,44 million de téléspectateurs

- Citation d'introduction : « Un prince doit n'avoir d'autre pensée ni d'autre art que celui de la guerre et de l'organisation qui s'y rapporte. » — Machiavel

### Épisode 2:Minimum 90
- Danemark : 29 septembre 2010 sur DR1
- France : 9 février 2012 sur Arte

- Danemark : 1,49 million de téléspectateurs

- Citation d'introduction : « Il est plus sûr d'être craint que d'être aimé. » — Machiavel

### Épisode 3:L'Art du possible
- Danemark : 6 octobre 2010 sur DR1
- France : 16 février 2012 sur Arte

- Danemark : 1,45 million de téléspectateurs

- Citation d'introduction : « La démocratie est le pire système de gouvernement, à l'exception de toutes les autres. » — Winston Churchill

### Épisode 4:Cent Jours
- Danemark : 13 octobre 2010 sur DR1
- France : 16 février 2012 sur Arte

- Danemark : 1,41 million de téléspectateurs

- Citation d'introduction : « Quand on veut faire taire un fantôme,il grandit de plus belle. » — Proverbe groënlandais

### Épisode 5:Les Hommes qui aimaient les femmes
- Danemark : 20 octobre 2010 sur DR1
- France : 23 février 2012 sur Arte

- Danemark : 1,47 million de téléspectateurs

- Citation d'introduction : « De là vient que tous les prophètes armés ont été victorieux et ceux non armés ont été détruits. » — Machiavel

### Épisode 6:Visite d'État
- Danemark : 3 novembre 2010 sur DR1
- France : 23 février 2012 sur Arte

- Danemark : 1,51 million de téléspectateurs

Nicholas Woodeson (Alexander Grozin)
- Citation d'introduction : « La politique est une guerre sans effusion de sang et la guerre une politique sanglante. » — Mao

### Épisode 7:Ne rien entendre, ne rien voir, ne rien dire
- Danemark : 10 novembre 2010 sur DR1
- France : 1er mars 2012 sur Arte

- Danemark : 1,47 million de téléspectateurs

- Citation d'introduction : « La confiance n'exclut pas le contrôle. » — Lénine

### Épisode 8:Le temps des marronniers
- Danemark : 17 novembre 2010 sur DR1
- France : 1er mars 2012 sur Arte

- Danemark : 1,48 million de téléspectateurs

- Citation d'introduction : « L'Histoire est un cauchemar dont j'essaie de me réveiller. » — James Joyce

### Épisode 9:Divise et règne
- Danemark : 24 novembre 2010 sur DR1
- France : 8 mars 2012 sur Arte

- Danemark : 1,54 million de téléspectateurs

- Citation d'introduction : « Vous ne saurez pas ce qui vous a frappé avant qu'il ne soit trop tard. » — Fabricant d'armes américain

### Épisode 10:Premier mardi d'octobre
- Danemark : 15 décembre 2010 sur DR1
- France : 8 mars 2012 sur Arte

- Danemark : 1,56 million de téléspectateurs

- Citation d'introduction : « Un prince peut-il manquer de raisons légitimes pour colorer l'inexécution de ce qu'il a promis?. » — Machiavel